# 石磷街道
石磷街道，是中华人民共和国黑龙江省鸡西市梨树区下辖的一个乡镇级行政单位。

## 行政区划
石磷街道下辖以下地区：
石磷社区。